# عبد الله عاطف
عبد الله عاطف الموسى لاعب كرة قدم قطري، ولد في (14 ديسمبر 1985). 
لعب سابقاً في نادي الشمال والنادي العربي ونادي السيلية ونادي الخور ونادي معيذر ونادي مسيمير ونادي الوعب.